# Élection du Premier ministre tibétain de 2011
L’élection du Kalon Tripa ou premier ministre du gouvernement tibétain en exil s'est déroulée le 20 mars 2011. Les résultats ont été annoncés le 27 avril 2011. Lobsang Sangay, élu premier ministre a commencé son mandat de cinq ans en août 2011. Ces élections sont marqués par la première séparation du politique et du religieux dans l'histoire du Tibet en exil et le retrait du dalaï-lama en faveur d'une démocratie en exil.

## Liste des candidats
- Dolma Gyari[3],[4]
- Jetsun Pema
- Lobsang Sangay
- Tenzin Namgyal Tethong
- Lobsang Jinpa
- Penpa Tsering
- Tsegyam Ngawa[5]
- Phurbu Dorjee
- Kalsang Phuntsok
- Thupten Lungrig
- Ghang Lhamo
- Pema Jungney
- Karma Chophel
- Sonam Topgyal Khorlatsang
- Jigme Jungney
- Tseten Norbu
- Tempa Tsering[6]
- Rinchen Khandro Choegyal[6]
- B Tsering Yeshi[6]
- Lobsang Palden[6]
- Yeshi Thupten Jhar Khangsar[6]
- Lodi Gyari[6]
- Chope Paljor Tsering[6]
- Nyima Samkar[6]
- Ngodup Donchung[6]
- Kunchok Tsundue[6]
- Tashi Namgyal Khamsitsang[6]

## Élection primaire
Le 3 octobre 2010, environ 79 000 réfugiés tibétains dans le monde, inscrits sur les listes électorales, ont pu prendre part à l'élection primaire pour nommer les candidats aux fonctions de Premier ministre du gouvernement tibétain en exil, et de députés du Parlement tibétain en exil. Au Népal où résident 20 000 réfugiés tibétains, les urnes et leurs bulletins de vote furent confisqués par la police népalaise une heure avant la clôture du vote à la demande du ministère de l’intérieur népalais, sous l'influence du gouvernement chinois. Le Parlement tibétain en exil s'adressa à l’Organisation des Nations unies et à Amnesty International pour des démarches visant à récupérer les urnes disparues.

## Second tour
Le 12 novembre 2010, la commission électorale publia une liste de 6 candidats pour le second tour. Trois d'entre eux ayant peu de voix, Lobsang Jinpa, Dolma Gyari et Sonam Topgyal Khorlatsang ont retiré leur candidature, laissant en compétition trois candidats, Lobsang Sangay, favori de l'élection, face à Tenzin Namgyal Tethong et Tashi Wangdi, les deux autres candidats en lice. 
Pour la première fois avait lieu une campagne avec des débats entre les candidats, la publication des programmes et des réunions publiques autour de l'enjeu intéressant les électeurs, les solutions à la question tibétaine et l'attitude à adopter face à la Chine. Les deux candidats principaux résidaient aux États-Unis et connaissaient les campagnes électorales, ayant fait des études à l'université. 
Lobsang Sangay a été élu premier ministre du gouvernement tibétain en exil le 27 avril 2011 en remportant 55 % des voix de la communauté tibétaine en exil dans le monde.
Le 14e dalaï-lama qui considère que le dalaï-lama et l'ensemble des moines ne devraient pas s'impliquer dans la politique des partis, n'a pas pris part au vote.

## Analyse
Ces élections sont historiques puisqu'elles marquent la première séparation du politique et du religieux dans la gouvernance du Tibet en exil, et le retrait du dalaï-lama de la vie politique, laissant place à la démocratie en exil.